# Uganda Olympic Committee
Das Olympische Komitee Ugandas (Uganda Olympic Committee, UOC) ist das Nationale Olympische Komitee von Uganda. Es repräsentiert und organisiert die olympische Bewegung des Landes. Das Komitee wurde 1953 ins Leben gerufen, damit Uganda an den British Empire Games, den heutigen Commonwealth Games, teilnehmen konnte. Seine Ziele wurden kurze Zeit später daraufhin ausgeweitet, dass auch an Olympischen Spielen teilgenommen werden sollte. R. N. Posnett, der erste Präsident des Komitees, beantragte am 3. Januar 1955 die Aufnahme ins Internationale Olympische Komitee, welcher im Januar 1956 entsprochen wurde. Es hat seinen Sitz in Kampala.
Präsident des UOC ist Generalmajor William Frederick Blick, das Amt des Generalsekretärs übt Gabriel W. J. Oloka aus. Weitere Exekutivmitglieder sind unter anderem Beatrice Ayikoru und Andrew Jackson Oryada.
Uganda hat seit 1956 zwölfmal an Olympischen Spielen teilgenommen. Einzig die Olympischen Sommerspiele 1976 in Montréal wurden wie von vielen anderen afrikanischen Mannschaften boykottiert, aus Protest gegen die sportlichen Kontakte, die Neuseeland mit dem Apartheidsregime Südafrikas aufgenommen hatte. Auch an Olympischen Winterspielen nahm Uganda bisher nicht teil.

## Präsidenten des UOC
- 1956 bis 1958: R. N. Posnett
- 1958 bis 1959: N. P. Hadow
- 1959 bis 1960: C. C. Spencer
- 1961 bis 1962: M. J. Macoun
- 1962 bis 1965: L. Kalule-Settala
- 1965 bis 1967: S. W. Kulubya
- 1967 bis 1971: J. M. Okae

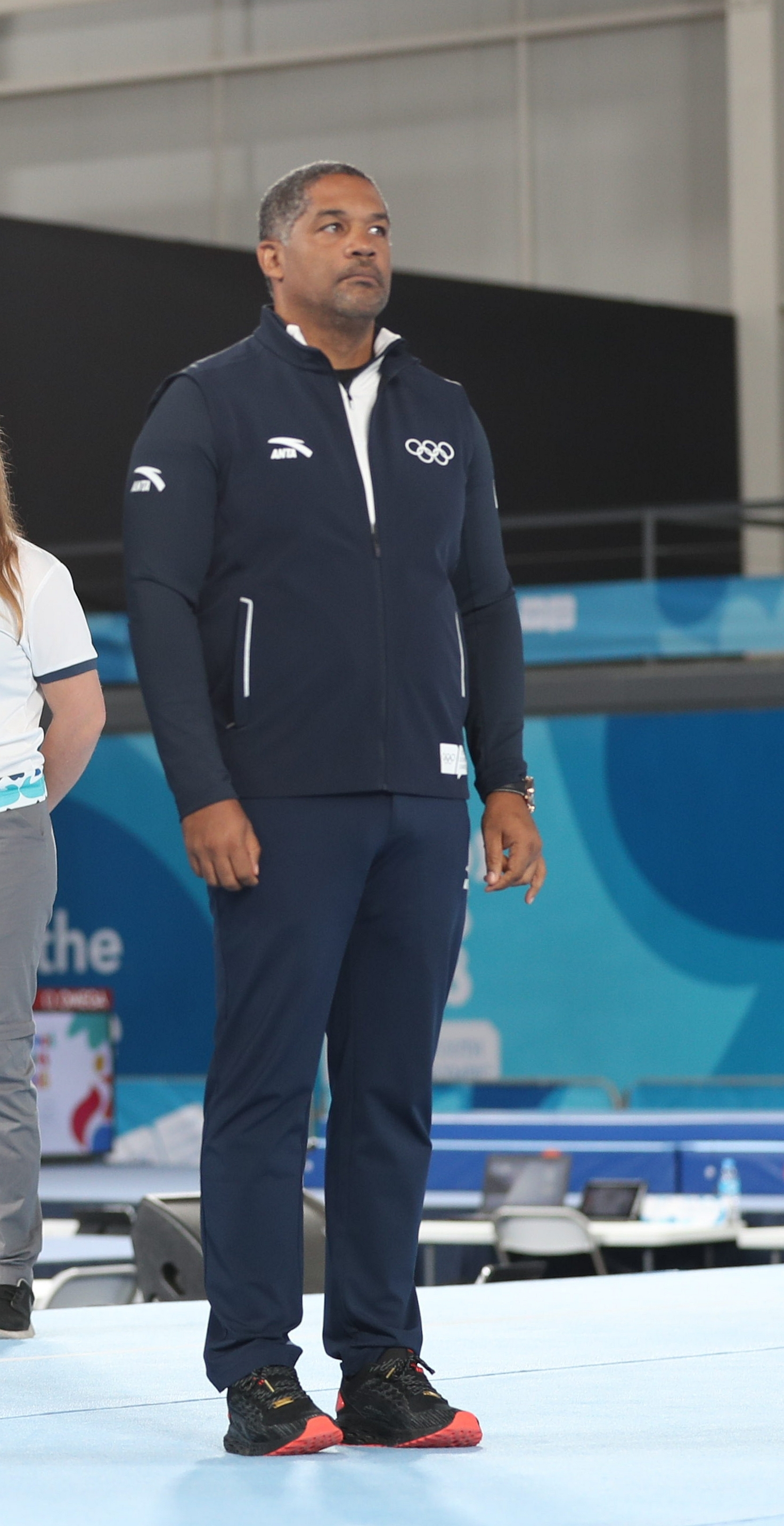
William Frederick Blick in seiner Funktion als IOC-Mitglied bei einer Siegerehrung bei den Olympischen Jugend-Sommerspiele 2018.

- 1971 bis 2009: Francis W. Nyangweso
- 2009 bis 2012: Roger Hans Ddungu
- seit 2013: William Frederick Blick